# Grupa Operacyjna „Grodno”
Grupa Operacyjna „Grodno” (GO „Grodno”) – związek taktyczny Wojska Polskiego podczas kampanii wrześniowej 1939 roku.

## Formowanie i zmiany organizacyjne
W celu zabezpieczenia wschodniego skrzydła SGO „Narew”, w marcu 1939, utworzone zostało Zgrupowanie Dowódcy Okręgu Korpusu III. W końcu marca Generalny Inspektor przekazał gen. bryg. Józefowi Olszynie-Wilczyńskiemu nominację na stanowisko, zadanie oraz wskazówki wykonawcze dotyczące utrzymania Puszczy Augustowskiej

W skład grupy weszły:
- Obszar Warowny „Grodno”
- Obóz Warowny „Wilno”

Ponadto na obszarze podległym Dowódcy OK III działały następujące oddziały KOP:
- pułk KOP „Wilno”
- pułk KOP „Głębokie”
- pułk KOP „Wilejka”

Rozkaz Naczelnego Wodza z 7 września podporządkował dowódcy Grupy cześć oddziałów SGO „Narew”. Były to: 135 pp, 3 pp KOP, obsada odcinka „Osowiec”. Z formujących się w Grodnie batalionów utworzono trzy pułki piechoty. Były to pułki improwizowane, całkowicie pozbawione artylerii polowej i ppanc oraz środków łączności.

## Działania grupy
W pierwszych dniach września w Obszarze Warownym „Grodno” zmobilizowano cztery bataliony piechoty i dwa szwadrony marszowe kawalerii. Mobilizowano dalsze. Zmobilizowane oddziały wysyłano na przedpole Grodna. Bataliony piechoty obsadziły linię Sopoćkinie – Lipsk, a szwadrony kawalerii rubież Biebrzy.
Rozkazem Naczelnego Wodza z 7 września GO „Grodno” została podporządkowana dowódcy SGO „Narew”. Brak łączności pomiędzy Grupami uniemożliwił praktycznie wykonanie tego rozkazu. O powyższym fakcie gen. Olszyna-Wilczyński powiadomił Naczelne Dowództwo WP. Wobec powyższego zdecydowano, że to dowódca GO „Grodno” weźmie w podporządkowanie północne skrzydło SGO „Narew”, czyli odcinek Suwałki – Augustów – Osowiec.
8 września około 23.00 gen. Olszyna-Wilczyński otrzymał rozkaz Naczelnego Wodza następującej treści:

Pan Generał obejmie dowództwo nad zgrupowaniem „Grodno” w składzie 4 baony piech., 2 szwadrony, 1 bateria, 2 plutony art. 40 mm półstałe, 1 kompania km plot., 42 dal, całością zgrupowania „Augustów” w składzie 3 pp KOP (dowództwo i 2 baony), baon KOP „Słobódka” i bateria art. KOP „Kłeck”, zgrupowaniem w składzie 135 pp i dyon 32 pal wraz z załogą rejonu „Wizna”.
Zadanie: Jak najszybciej załadować na transporty kolejowe zgrupowania „Grodno”, „Augustów” i „Osowiec”. (...) załadowanie garnizonu Osowiec ma zabezpieczyć baon spec. ckm. „Osowiec” i obsada Wizny. (...) D.O.War. „Wilno” pozostaje na miejscu w jak najszczuplejszym składzie. Pan generał wyruszy ostatnim transportem po odjeździe wszystkich zgrupowań.

Zgodnie z rozkazem Naczelnego Dowództwa dla dowódcy Armii „Małopolska” gen. Kazimierza Fabrycego z 9 września zgrupowanie gen. Olszyny-Wilczyńskiego miało zasilić tę armię przemieszczając się do Krasnego. Sztab Grupy opracował rozkazy do przegrupowania i rozesłał je do poszczególnych oddziałów. 9 września rozpoczęto wycofywanie wojsk z poszczególnych odcinków i załadowywanie ich na transport kolejowy. 135 pp, opuszczając odcinek „Osowiec”, dokonał zniszczeń obiektów obronnych i ładował się na stacjach w Knyszynie i Białymstoku. 3 pp KOP płk. Zajączkowskiego, obsadzający pozycję augustowską również otrzymał rozkaz do wycofania.
W nocy 9 września dowódca GO „Grodno” otrzymał rozkaz przerwania załadunku oddziałów przydzielonych z SGO „Narew”. Około 1.00 10 września 135 pp przerwał załadunek i z rejonu Knyszyna i Białegostoku forsownym marszem rozpoczął powrót do Osowca. Macierzyste oddziały GO „Grodno” kontynuowały załadunek.
Wycofanie grupy operacyjnej
W trakcie marszu 135 pp z II dywizjonem 32 pal był bombardowany. Około południa ppłk Tabaczyński otrzymał rozkaz odbicia pozycji pod Wizną. Wobec powyższego I/135 pp przetransportowano w rejon Wizny koleją. O świcie 11 września batalion, przy którym znajdował się dowódca pułku, dotarł do Laskowca. Po ocenie sytuacji, dowódca pułku nakazał przygotowanie nocnego wypadu na przeprawy nieprzyjaciela na Narwi pod Wizną. Po południu kolejny sprzeczny rozkaz dowódcy OK III nakazywał ppłk. Tabaczyńskiemu załadowanie całego 135 pułku i twierdzy „Osowiec” na transporty kolejowe i przegrupowania żołnierzy do Małopolski Wschodniej. Nocny wypad pod Wizną nie został więc wykonany, a I/135 pp w ciągu nocy wyruszył w powrotną drogę do Osowca.
W tym czasie rozkaz ponownego wycofania otrzymało też zgrupowanie „Augustów” oraz obsada Grodna. Na miejscu miały pozostać jedynie oddziały osłonowe na granicach litewskiej, łotewskiej i sowieckiej.
Gen. Olszyna-Wilczyński wzbraniał się wykonania tego rozkazu oświadczając, że nie może uwierzyć w otrzymany rozkaz, nakazujący otwieranie granic północnej Polski i wpuszczenie nieprzyjaciela na lewe skrzydło grupy, na Białystok, na Grodno i na Wilno.

„Żądam jasnego rozkazu z podpisem pana Marszałka, gdyż nie mam sumienia wykonywać tych ostatnio zakomunikowanych mi rozkazów”.

Jednak marszałek Rydz-Śmigły kategorycznie nakazał wykonanie rozkazu.

„Rozkaz, który pana tak zdziwił, musi być przez pana jak najszybciej wykonany. Wymaga tego ogólna sytuacja”.

W nocy z 13 na 14 września pododdziały 135 pp z II/32 pal oraz batalionu fortecznego „Osowiec” załadowały się na transporty kolejowe na stacji Czarna Wieś i Nowa Kamienna. Obsadzający odcinek „Augustów” 3 pp KOP został zluzowany przez batalion KOP „Sejny” i załadował się na stacji Augustów. W Grodnie kontynuowany był załadunek „grodzieńskiego” dywizjonu kawalerii rtm. B. Romanowskiego. Transporty ruszyły w kierunku Lwowa.
W Grodnie pozostała nieliczna załoga pod dowództwem płk. st. sp. Adamowicza, w składzie dwóch batalionów z OZ 29 DP, batalionu wartowniczego nr 31 oraz pięciu plutonów artylerii pozycyjnej.
14 września rozwiązany został także sztab GO „Grodno”. Część oficerów sztabu GO i DOK III udała się w nocy z 13 na 14 września do Wilna, gdzie miała zostać utworzona Ekspozytura DOK III.
Wieczorem gen. Olszyna-Wilczyński wraz ze ścisłym sztabem opuścił Grodno, udając się w rejon Pińska na poszukiwanie gen. Kleeberga, tworzącego SGO „Polesie”, z zamiarem nawiązania współdziałania.
We Lwowie
12 września pułki grodzieńskie dotarły w rejon Lwowa i wyładowały się na stacjach Podzamcze i Barszczowicze. Żołnierzy rozmieszczono na kwaterach na północ od miasta. Rankiem 13 września 1 pp ppłk. Janowskiego oraz III/3 pp obsadził odcinek zachodni obrony, 2 pp płk. Waśkiewicza – odcinek północny, a 3 pp (bez III batalionu) ppłk. Mrożka pozostawał początkowo w odwodzie obsadzając następnie odcinek południowy.
Pułki aktywnie uczestniczyły w bezpośredniej obronie Lwowa, kapitulując 22 września wobec wojsk sowieckich, zgodnie z decyzją gen. Władysława Langnera.

## Struktura i obsada personalna grupy
Obsada grupy:
- Dowództwo i sztab Grupy
  - dowódca Grupy – gen. bryg. Józef Olszyna-Wilczyński
  - zastępca dowódcy – płk dypl. Bohdan Hulewicz
  - szef sztabu – płk dypl. Benedykt Chłusiewicz
  - dowódca artylerii – ppłk Edward Czerny
  - oficer sztabu – płk Jarosław Okulicz-Kozaryn
  - oficer sztabu – mjr Sokołowski
  - oficer ordynansowy – kpt. Mieczysław Strzemeski
- 1 pułk piechoty OW Grodno
- 2 pułk piechoty OW Grodno
- 3 pułk piechoty OW Grodno
- Grodzieński dywizjon kawalerii
  - dowódca dywizjonu – rtm. Bernard Romanowski
  - dowódca 1 szwadronu – por. Władysław Tomaszewski
  - dowódca 2 szwadronu – ppor. Iwańczuk
  - dowódca 3 szwadronu – NN